# Soutzoukakia

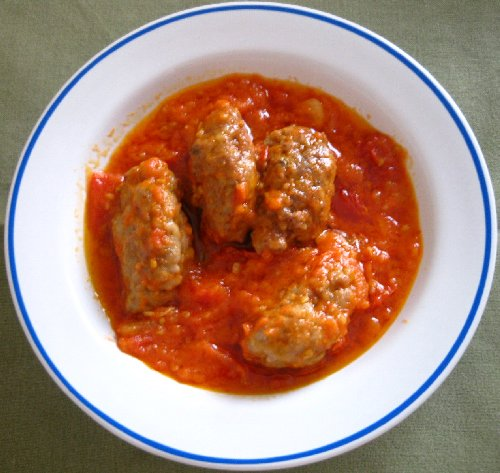
Soutzoukakia

Soutzoukakia (griechisch σουτζουκάκια ‚kleine Soutzouki‘, von türkisch Sucuk). Es sind griechische Hackfleischwürstchen vorwiegend vom Schwein, ansonsten  von Kalb-, Rind-, Lamm- oder Geflügelfleisch.
Ursprünglich ein Gericht der Griechen Kleinasiens, sind heute zahllose Varianten von Soutzoukakia in ganz Griechenland bekannt. Traditionell wird zwischen zwei Zubereitungsarten unterschieden: smyrneika (σμυρνέικα, aus Smyrna) und politika (πολίτικα, aus Konstantinopel). Die gewürzte Hackmasse wird zu Würstchen ausgeformt, mehliert und einzeln oder zu mehreren auf einem flachen Spieß in einer Pfanne mit Olivenöl angebraten oder gegrillt.
Soutzoukakia können auf unterschiedliche Weise angerichtet werden. Häufig werden sie in einer pikant gewürzten Tomatensoße aus frischen, fein gewürfelten Tomaten zu Ende gegart. Kreuzkümmel und Piment (μπαχάρι) in der Hackfleischmasse sowie Zimt in der Sauce geben diesem Gericht den typischen Geschmack. Bei anderen Zubereitungen werden die Soutzoukakia auf Reis mit Zitronenscheiben oder auch in Pitabrot serviert.